# APOA1BP
La proteína de unión a la apolipoproteína AI también conocida como APOA1BP es una proteína que en los humanos está codificada por el gen APOA1BP. La encefalopatía progresiva con edema cerebral y/o leucoencefalopatía-1 (PEBEL-1), un trastorno neurometabólico letal y poco común, es causada por una mutación en el gen NAXE (siendo APOA1BP su nombre anterior).

## Estructura
El gen APOA1BP se encuentra en el cromosoma 1, siendo su ubicación específica 1q22. El gen contiene 6 exones, 5 intrones y abarca 2,5 kb. La expresión es ubicua en todos los tejidos humanos, observándose mayor en riñón, corazón, hígado, testículos, glándula tiroides y glándula suprarrenal. APOA1BP contiene el dominio Yje_FN.

## Función
APOA1BP se une a APOA1, APOA2 y a las lipoproteínas de alta densidad (HDL). Además, APOA1BP parece desempeñar un papel en la capacitación de los espermatozoides. Se ha demostrado que APOA1BP participa en la regulación de la angiogénesis, acelerando la salida de colesterol desde las células endoteliales hacia las HDL. Se sabe que el ortólogo Aibp del pez cebra APOA1BP participa en la regulación de la angiogénesis. También se demostró que la proteína participa en la protección contra la aterosclerosis.